# Fabiano Pereira

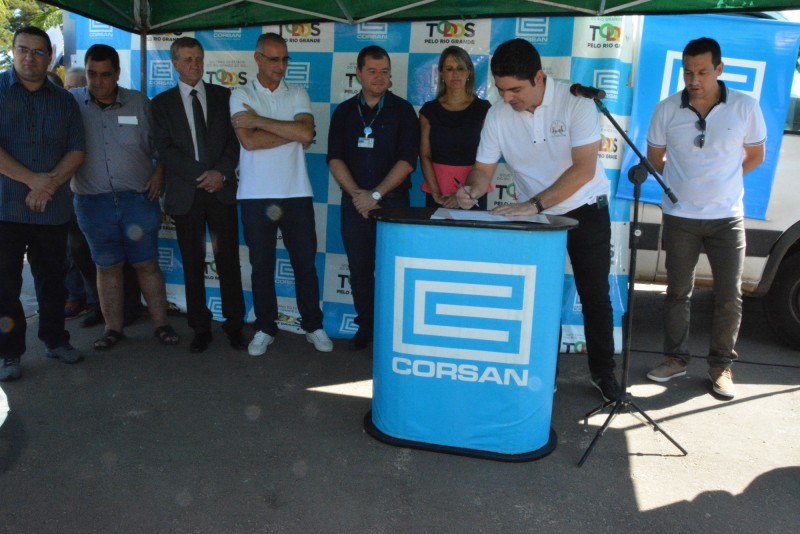
Frente a Corsan, Fabiano fez diversas melhorias e ampliação no sistema de abastecimento de água e obras de saneamento.

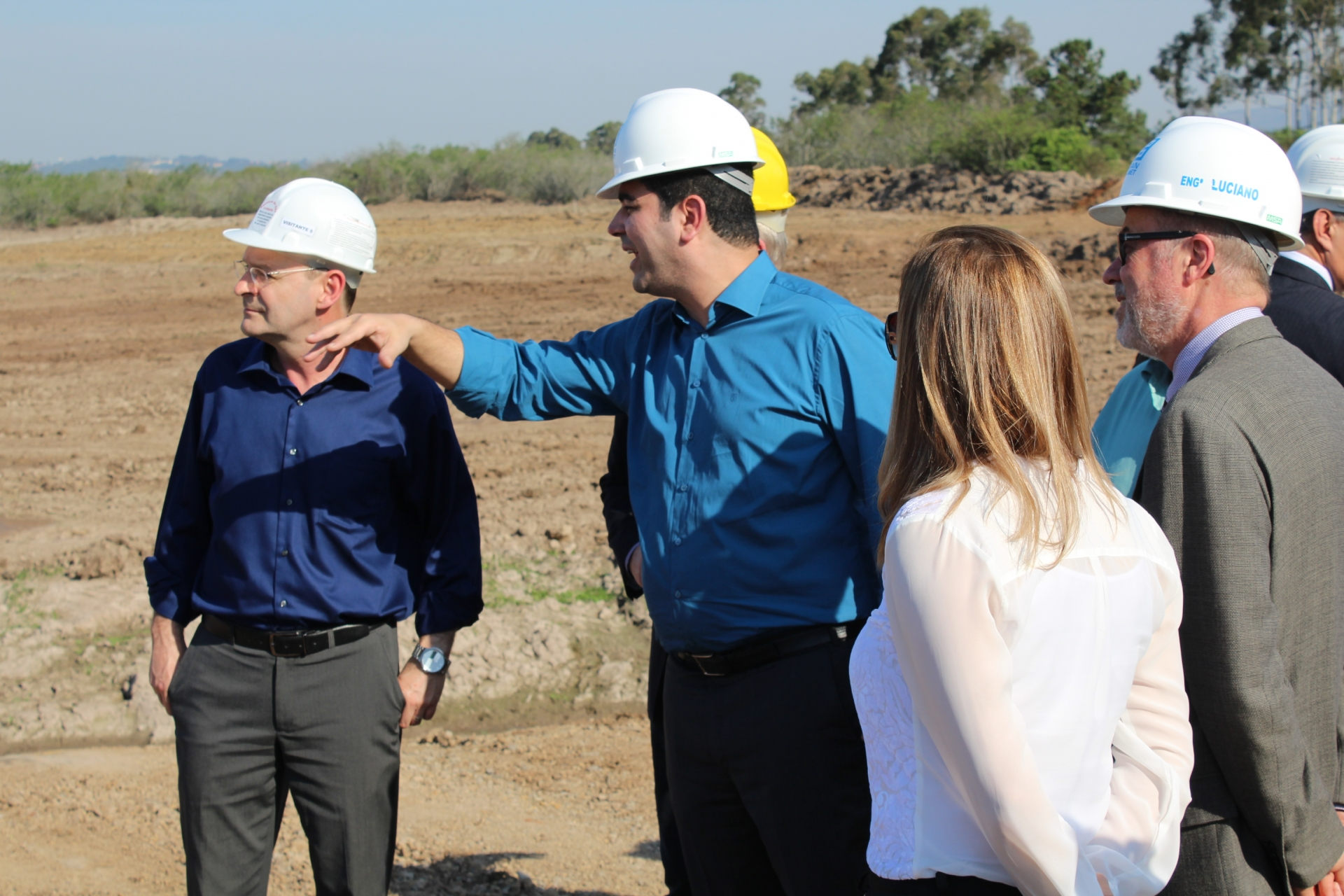
Como Secretário de Obras do RS

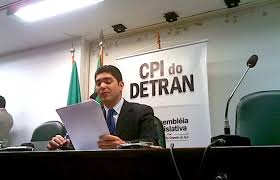
Combatendo a corrupção, foi Presidente da CPI do Detran.

Fabiano Pereira (Santa Maria) é ex-presidente da União Santa-Mariense dos Estudantes e secretário-geral da União Brasileira de Estudantes Secundaristas (UBES)

## Biografia
Iniciou os estudos na Faculdade de Economia da Universidade Federal de Santa Maria (UFSM). 
Foi eleito vereador no ano de 2000 nessa cidade e, também assumiu a função de Secretário Municipal da Saúde. Em 2002 foi eleito Deputado Estadual e chegou a presidência da Assembléia Legislativa do Rio Grande do Sul. 
Em 2006 foi reeleito deputado estadual. Em 2011 esteve à frente da Secretária Estadual da Justiça. Entre 2017 e 2018 foi Secretário de Obras e Saneamento do Rio grande do Sul.